# Mácula lútea

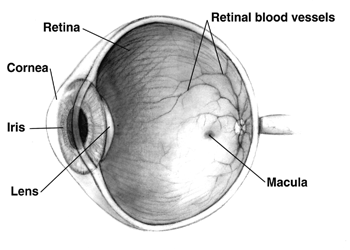
Secção transversal do olho humano.

Diagrama esquemático do olho humano.

A mácula ou macula lútea (do latim macula, "ponto" + lútea, "amarelo") é um ponto ovalado de cor amarela junto ao centro da retina do olho humano. Tem um diâmetro de cerca 1,5 mm. Do ponto de vista histológico, tem duas ou mais camadas de células ganglionares.
A mácula se encontra perto da fóvea, uma leve depressão na retina que possui a maior densidade de células cone do olho, responsáveis pela visão de cores. Essa alta densidade de cones faz com que a mácula seja o ponto do olho onde enxergamos com a maior clareza e definição. Porém, a grande quantidade de cones traz como consequência uma menor densidade de bastonetes. À noite, quando há pouca luz, os cones não conseguem ser estimulados com tanta eficácia, sendo nossa visão noturna fruto quase exclusivo da ação dos bastonetes. Ao olharmos diretamente para uma estrela, ela é projetada na mácula, onde há poucos bastonetes. Portanto, é frequentemente mais fácil enxergar uma estrela olhando um pouco ao lado de sua direção do que diretamente nela.[carece de fontes?]